# Augustin Roux
Augustin Roux (Bordeaux, 26 gennaio 1726 – Parigi, 1º settembre 1776) è stato un traduttore e medico francese.

## Biografia
Roux nacque a Bordeaux, dove studiò medicina; ottenne il dottorato nel 1750 e poi andò a Parigi dove, con il sostegno di Montesquieu, fu in grado di ottenere un sostegno finanziario adeguato per fare una carriera ecclesiastica.
Dopo aver appreso l'inglese, Roux tradusse diversi libri inglesi in francese, insegnò in un corso di medicina e lavorà come medico presso la Facoltà di Medicina di Parigi. Seguì Vandermonde come redattore del Journal of Medicine nel 1762.
La sua vasta conoscenza sul campo della chimica lo portò alla nomina di professore di scienze nel 1771.